# 塩原秩峰
塩原 秩峰（しおはら ちつみね、1880年（明治13年）8月19日 - 1937年（昭和12年）3月24日）は、大正時代から昭和初期に活躍した日本の演歌師、歌手。栃木県那須塩原市出身。

## 経歴
初期の京都オリエントで書生節を多数吹き込み、「レコード流行歌」の普及に大きな功績を持った鳥取春陽に次ぐ、人気演歌師である。やや低めの歌声が特徴。代表曲には『平和節(ジョーヂァソング)』、『金色夜叉』、『春爛漫の花の色』などがある。京都オリエントがニッポノホン大阪支社レーベルになってからは新録音発売は途切れたが、1934年（昭和9年）、大阪ニットーで吹き込んだ『兵隊ぶし』で再びヒットを放つ。片面は美ち奴とデュエットの『水兵ぶし』で、塩原はこの2曲を最後に引退する。1937年（昭和12年）3月24日、敗血症のため56歳で死去した。

## 代表曲
- 『春爛漫の花の色』 作詞 矢野勘治、作曲 豊原雄太郎 1916年（大正5年）
- 『嗚呼玉杯に花受けて』 作詞 矢野勘治、作曲 楠正一 1916年（大正5年）
- 『夜半の追憶(男三郎の歌)』 作詞 武島羽衣、作曲 田中穂積 1917年（大正6年）
- 『平和節(ジョーヂァソング)』 作詞 添田さつき、作曲 ヘンリー・ワーク 1917年（大正6年）
- 『金色夜叉』 作詞 宮島郁芳、作曲 後藤紫雲 1918年（大正7年）
- 『白菊』 作詞・作曲 神長瞭月 ※商船学校寮歌、山本久光との歌唱 1918年（大正7年）
- 『水兵ぶし』 作詞 伊藤松雄、作曲 清美生二 ※美ち奴とのデュエット 1934年（昭和9年）
- 『兵隊ぶし』 作詞 伊藤松雄、作曲 水谷ひろし 1934年（昭和9年）